# Piano Fantasia
Piano Fantasia est un projet musical de style italo disco créé par Michaël Bijaoui dans les années 1980.
En 2020, leur single Song for Denise est utilisé dans un mème mettant en scène le président russe Vladimir Poutine.

## Contexte
Michaël Bijaoui crée le projet italo disco Piano Fantasia au début des années 1980. Alors attaché de presse pour des majors, il compose et produit quelques titres sous le nom de Mike Serbee, qui seront diffusés chez Carrere, via sa filiale Clever dirigée par Philippe Renaux.
Leur premier titre, Walkman, sort en 1982, et constitue une reprise d'un autre projet italo disco, Kasso. Trois ans plus tard sort le titre musical Song for Denise. Obtenant un succès mitigé, il est oublié pendant plus de 35 ans mais revient sur le devant de la scène à la suite de son utilisation dans un mème en 2020.

## Discographie

### Singles
| Année | Single             | Label          |
| ----- | ------------------ | -------------- |
| 1982  | Walkman / Sidewalk | Carrere/Clever |
| 1985  | Song for Denise    | Carrere/Clever |
| 1985  | Playing            | Carrere/Clever |

### Compilation
Une compilation intitulée Best of Collector : Piano Fantasia sort le 19 mars 2012, reprenant les quatre titres du projet musical dans différentes versions.

## Song For Denise
Singles de Piano Fantasia
Walkman
(1982) Playing
(1985)
En 1985 sort le morceau instrumental Song for Denise, dont le titre est une référence à sa maman, tout comme la pochette du single, illustrée par une de ses photos datant des années 1950.

Co-écrit avec Thierry Durbet (sous le pseudonyme Tidi), le titre obtient un succès mitigé et est oublié pendant plus de 35 ans.
| France - 45 tours - Clever/Carrere - réf. T 13852 | France - 45 tours - Clever/Carrere - réf. T 13852 | France - 45 tours - Clever/Carrere - réf. T 13852 | France - 45 tours - Clever/Carrere - réf. T 13852 | France - 45 tours - Clever/Carrere - réf. T 13852 | France - 45 tours - Clever/Carrere - réf. T 13852 | France - 45 tours - Clever/Carrere - réf. T 13852 | France - 45 tours - Clever/Carrere - réf. T 13852 | France - 45 tours - Clever/Carrere - réf. T 13852 | France - 45 tours - Clever/Carrere - réf. T 13852 |
| No                                                | Titre                                             | Auteur                                            | Durée                                             |                                                   |                                                   |                                                   |                                                   |                                                   |                                                   |
| ------------------------------------------------- | ------------------------------------------------- | ------------------------------------------------- | ------------------------------------------------- | ------------------------------------------------- | ------------------------------------------------- | ------------------------------------------------- | ------------------------------------------------- | ------------------------------------------------- | ------------------------------------------------- |
| 1.                                                | Song For Denise (Audiophile Dance Mix)            | Mike Serbee, Tidi                                 | 3:35                                              |                                                   |                                                   |                                                   |                                                   |                                                   |                                                   |
| 2.                                                | Song For Denise (Dub Mix Version)                 | Mike Serbee, Tidi                                 | 4:00                                              |                                                   |                                                   |                                                   |                                                   |                                                   |                                                   |
| 7:35                                              |                                                   |                                                   |                                                   |                                                   |                                                   |                                                   |                                                   |                                                   |                                                   |

| France - Maxi 45 tours - Clever/Carrere - réf. T 8560 | France - Maxi 45 tours - Clever/Carrere - réf. T 8560 | France - Maxi 45 tours - Clever/Carrere - réf. T 8560 | France - Maxi 45 tours - Clever/Carrere - réf. T 8560 | France - Maxi 45 tours - Clever/Carrere - réf. T 8560 | France - Maxi 45 tours - Clever/Carrere - réf. T 8560 | France - Maxi 45 tours - Clever/Carrere - réf. T 8560 | France - Maxi 45 tours - Clever/Carrere - réf. T 8560 | France - Maxi 45 tours - Clever/Carrere - réf. T 8560 | France - Maxi 45 tours - Clever/Carrere - réf. T 8560 |
| No                                                    | Titre                                                 | Auteur                                                | Durée                                                 |                                                       |                                                       |                                                       |                                                       |                                                       |                                                       |
| ----------------------------------------------------- | ----------------------------------------------------- | ----------------------------------------------------- | ----------------------------------------------------- | ----------------------------------------------------- | ----------------------------------------------------- | ----------------------------------------------------- | ----------------------------------------------------- | ----------------------------------------------------- | ----------------------------------------------------- |
| 1.                                                    | Song For Denise (Audiophile Dance Mix)                | Mike Serbee, Tidi                                     | 7:00                                                  |                                                       |                                                       |                                                       |                                                       |                                                       |                                                       |
| 2.                                                    | Song For Denise (Dub Mix Version)                     | Mike Serbee, Tidi                                     | 4:00                                                  |                                                       |                                                       |                                                       |                                                       |                                                       |                                                       |
| 3.                                                    | Song For Denise (7" Mix)                              | Mike Serbee, Tidi                                     | 3:35                                                  |                                                       |                                                       |                                                       |                                                       |                                                       |                                                       |
| 14:35                                                 |                                                       |                                                       |                                                       |                                                       |                                                       |                                                       |                                                       |                                                       |                                                       |

### Mème
Le 2 février 2020, un internaute russe diffuse une vidéo sur l'application Telegram mettant en scène Vladimir Poutine marchant dans les couloirs du Kremlin à la suite de sa quatrième victoire à l'élection présidentielle en 2018. Le 27 mai, le youtubeur FlobySop64 publie une nouvelle version de la vidéo en l'éditant : il en déforme l'image à mesure que Poutine marche. Le mème Wide Poutin Walking est né.
De nombreuses variantes sont diffusées sur Youtube, Discord, Reddit et Twitter, le mettant en scène dans de nouvelles situations telles que l'univers de Minecraft ou Rick et Morti, ou en compagnie de personnages issus d'anime comme Dio Brando (en) de JoJo's Bizarre Adventure. Le buzz s'étend encore lorsque des influenceurs réalisent des variantes incluant d’autres personnalités politiques (Kim Jong-un, Alexandre Loukachenko, Angela Merkel, Donald Trump ou Boris Johnson), des personnages de fiction (Dark Vador, Godzilla) et des personnages de jeux vidéo (Grand Theft Auto, Mario Bros, Team Fortress 2), atteignant ainsi plus de 150 millions de vues et de nouveaux réseaux sociaux tels que TikTok.

### Clip vidéo
Le clip vidéo, réalisé en 2020 à la suite du buzz internet, est tourné à Tel-Aviv.

### Reprises
- En 2021, le groupe français de musique électronique Bon Entendeur remixe le morceau pour son album Minuit, sous le titre Song After Midnight (Song for Denise).

### Échantillonnage
- En 1999, le rappeur grec Taki Tsan (en) l'échantillonne dans son single O Thavma!, sur l'album Rima gia Hrima[11],
- En 2020, un autre rappeur grec, Sin Boy (en), le reprend dans son single Ps2 sur son album MM[11].